# Bateria św. Rocha
Bateria św. Rocha (malt. Batterija ta' San Rokku, ang. San Rocco Battery) była to bateria artyleryjska w Kalkara na Malcie, zbudowana przez powstańców maltańskich podczas blokady Francuzów w latach 1798–1800. Była ona ostatnią częścią łańcucha baterii, redut i umocnień (entrenchments), okrążających francuskie pozycje w Marsamxett i Grand Harbour. Jej celem było kontrolowanie wejścia do portu, a także okupowanego przez Francuzów Fortu Ricasoli. Bateria była pod ciągłym ogniem francuskim z tegoż fortu.
Bateria została zbudowana na niskim pagórze. Posiadała dwa stanowiska działowe, połączone murem z gruzu. Około grudnia 1799 roku na tyłach baterii zbudowany został magazyn. Jego architektem był Michele Cachia, do budowy użyto drewnianych belek ze zburzonych domów w Paola. Bateria była początkowo uzbrojona w dwa żelazne działa 6-funtowe. W czasie trwania oblężenia uzbrojenie wzrosło do pięciu dział 12-funtowych i dwóch 8-funtowych na górnej platformie, na dolnej zaś stały cztery działa 32-funtowe, używane do obrony wybrzeża. Na koniec blokady w baterii znajdowało się dziesięć dział i dwa moździerze. W pewnym czasie stacjonowali tam żołnierze z 30. pułku piechoty.
W roku 1799 Brytyjczycy opracowali plan ewakuacji na wypadek przybycia francuskich sił pomocniczych. Siły brytyjskie miały się zgrupować w Baterii św. Rocha, a następnie miały wycofać się do Żabbar pod osłonę Reduty św. Rocha. Stamtąd wojsko miało przejść do Żejtun, a dalej do Fortu Rohan pod osłonę Reduty św. Lucjana. W Marsaxlokk miało nastąpić załadowanie się na okręty i opuszczenie wyspy.
Podobnie do pozostałych fortyfikacji blokujących Francuzów, Bateria św. Rocha została rozebrana, możliwe, że po roku 1814. Nie pozostały po niej żadne widoczne ślady. W roku 1870 na miejscu baterii Brytyjczycy zbudowali Fort Saint Rocco.